# Olivicultura
L'olivicultura és el conjunt de tècniques i coneixements aplicats al cultiu de l'olivera. Contempla aspectes com la plantació, la poda i els empelts.
La varietat d'oliva és un factor intrínsec que influeix en el gust de l'oli que s'obté, mentre que aquestes tècniques culturals són factors extrínsecs que influeixen en la qualitat de l'oliva. La poda i la fertilització no afecten directament la qualitat de l'oli obtingut, però segons les hores de llum que rep el fruit tindrà certes característiques organolèptiques. El reg sí que hi influeix, fent variar la quantitat de polifenols. El control de plagues i malalties també influeix directament en la qualitat del fruit.